# NF C 15-100
La norme française NF C 15‑100 série traite de la protection des personnes, des animaux domestiques et des biens vis-à-vis du risque électrique et vis-à-vis du risque d’incendie d’origine électrique, du confort et de l’efficacité énergétique.
Elle concerne l’installation (conception, choix des matériels, mise en œuvre) mais aussi le contrôle et la maintenance des installations électriques à basse tension.
La série de normes NF C 15‑100 (également appelée NF C 15‑100 série) regroupe les dispositions relatives aux installations électriques à basse tension neuves ou complètement rénovées. Depuis août 2024, la norme NF C 15‑100 s’est transformée en une série de 21 normes :
- NF C 15-100-1 ;
- NF C 15-100-7-7xx ;
- NF C 15-100-8-1 ;
- NF C 15-100-10 & 11.

À noter que les installations des réseaux de communication résidentiels sont désormais couvertes par la NF C 90-483 - Systèmes de câblage résidentiels secondaires des réseaux de communication.

## Domaine d'application
La NF C 15-100 s’applique aux installations électriques à basse tension (au plus égale à 1 000 volts en courant alternatif et à 1 500 volts en courant continu) des locaux et aux emplacements des :
- bâtiments à usage d’habitation ;
- bâtiments à usage tertiaire ou commercial ;
- établissements recevant du public ;
- bâtiments et infrastructures industriels ;
- bâtiments et infrastructures agricoles et horticoles ;
- bâtiments préfabriqués ;
- terrains de camping et installations analogues ;
- fêtes foraines, foires, expositions et autres installations temporaires ;
- ports, ports de plaisance et emplacements analogues et toute infrastructure telle que jetée, ponton, quai, etc.

ainsi qu'aux :
- éclairages des parcs et jardins des bâtiments individuels à usage d'habitation ;
- unités mobiles ou transportables ;
- radars de contrôles routiers autres que ceux alimentés à partir d’installations d’éclairage extérieur ou d’installations de signalisation routière ;
- installations de chantier ;
- ensembles mobiliers comportant un équipement électrique (exemple : présentoirs de magasins, armoires de toilette, etc.) ;
- infrastructures de recharge pour véhicules électriques et hybrides rechargeables (IRVE) ;
- aires de distribution de carburants liquides ;
- parcs de stationnement ;
- aux installations non surveillées (exemple : radars routiers).

## Articulation réglementaire
En août 2024, la réglementation se réfère encore à la NF C 15-100 et non à la série de normes NF C 15-100 (même partiellement).
Ainsi, la NF C 15‑100 est appelée par la réglementation française sous différentes formes.

### Réglementation relative aux bâtiments à usage professionnel (BUP) – appelés avant 2024 - établissements recevant des travailleurs (ERT)
La NF C 15-100 est citée en présomption de conformité (même principe que pour les locaux d’habitation), cependant, la NF C 15-100 citée n’est pas datée.
« Les références des normes d'installation sont visées aux articles R. 4215-14 et R. 4215-15 du code du travail »
L’arrêté du 26 décembre 2011 fixe les conditions de vérification des installations électriques dans le milieu professionnel. Seuls les organismes accrédités par le Cofrac sont en droit de réaliser les vérifications initiales des installations électriques des locaux et dégagements accessibles uniquement aux travailleurs. Les vérifications périodiques peuvent être réalisées par un technicien compétent s'il fait partie des employés de l'entreprise et si le chef de l'établissement peut justifier des compétences, des habilitations, de l'étalonnage des appareils de mesure utilisés. Sinon c'est un organisme accrédité qui doit les réaliser. Contrairement à l'arrêté du 25 juin 1980 modifié (ERP) qui autorise qu'un technicien compétent puisse faire les vérifications périodiques annuelle, rien ne définit exactement ce qu'est un technicien compétent par contre[réf. nécessaire].
NF C 15-100 Installations électriques à basse tension. La présente norme s'applique aux installations électriques dans les mines et carrières, nonobstant la mention contraire figurant au point f du paragraphe 113 du titre 1. » Extrait de l'arrêté du 19 avril 2012.

### Réglementation relative aux établissements recevant du public (ERP)
La NF C 15-100 est citée en présomption de conformité (même principe que pour les locaux d’habitation), la NF C 15-100 citée est celle publié en 2002.
Extrait du règlement de sécurité des ERP : « Les installations électriques sont réalisées et installées de façon à prévenir les risques d'incendie ou d'explosion d'origine électrique. Les installations électriques réalisées selon la norme NF C 15-100 (décembre 2002) sont présumées satisfaire à ces exigences. »

### Réglementation relative aux immeubles de grande hauteur (IGH)
La réglementation se réfère également à la NF C 15-100 de 2002.

### Réglementation relative aux bâtiments d’habitation
Les installations électriques des locaux d’habitation sont régies par l’arrêté du 3 août 2016.
L’arrêté cite la NF C 15-100 en présomption de conformité c’est-à-dire pour respecter les objectifs de sécurité vis-à-vis du risque électrique celui qui applique la NF C 15-100 est prétendu conforme aux objectifs.
Cependant, l’arrêté cite le titre 10 (« locaux d’habitation ») de la NF C 15-100 de 2002 et ses cinq amendements et non à la série NF C 15-100.

## Commission U15 de l'AFNOR
La NF C 15-100 série est rédigée par la commission de normalisation U15 de l’AFNOR.
Cette commission est composée entre autres de fédérations d’installateurs électriciens, ou d’intégrateurs électriciens, (par exemple la FFIE), d’organismes d’inspection (par exemple APAVE ou SOCOTEC), du CONSUEL , de fabricants de matériel électrique soit directement soit au travers de leurs syndicats ou groupements, du syndicat des câbliers SYCABEL.

## Composition de la série de normes
La série de normes NF C 15-100 se compose des normes suivantes.

### La norme NF C 15-100-1
Cette norme qui définit les exigences générales des installations électriques à basse tension comporte six titres :
- Titre 1 - Domaine d’application, objet et principes fondamentaux ;
- Titre 2 - Termes et définitions ;
- Titre 3 - Détermination des caractéristiques générales des installations ;
- Titre 4 - Protection pour assurer la sécurité ;
- Titre 5 - Choix et mise en œuvre des matériels ;
- Titre 6 - Vérifications et maintenance des installations.

### Les normes NF C 15-100-7-7xx
Liste des normes NF C 15-100-7-7xx qui complètent, amendent ou dérogent à la NF C 15-100-1 :
- NF C 15-100-7-701 : règles particulières pour les locaux ou emplacements contenant une baignoire ou une douche ;
- NF C 15-100-7-702 : règles particulières pour les piscines et autres bassins ;
- NF C 15-100-7-703 : règles particulières pour les locaux contenant des radiateurs pour saunas ;
- NF C 15-100-7-704 : installations de chantier ;
- NF C 15-100-7-705 : bâtiments et infrastructures agricoles et horticoles ;
- NF C 15-100-7-706 : règles particulières pour les enceintes conductrices exigües ;
- NF C 15-100-7-708 : terrains de camping et installations analogues ;
- NF C 15-100-7-709 : ports et emplacements analogues et toute infrastructure telle que jetée, ponton, quai, etc. ;
- NF C 15-100-7-711 : fêtes foraines, foires, expositions et autres installations temporaires ;
- NF C 15-100-7-713 : ensembles mobiliers comportant un équipement électrique ;
- NF C 15-100-7-715 : règles particulières pour les installations d’éclairage à très basse tension ;
- NF C 15-100-7-717 : unités mobiles ou transportables ;
- NF C 15-100-7-722 : installations de recharge de véhicules électriques ;
- NF C 15-100-7-729 : règles particulières pour les locaux ou emplacements de service électrique ;
- NF C 15-100-7-752 : aires de distribution de carburants liquides ;
- NF C 15-100-7-753 : règles particulières pour les câbles chauffants et systèmes de chauffage ;
- NF C 15-100-7-756 : parcs de stationnement ;
- NF C 15-100-7-773 : radars de contrôles routiers autres que ceux alimentés à partir d’installations d’éclairage extérieur ou d’installations de signalisation routière.

### La norme NF C 15-100-8-1
Cette norme concerne l’efficacité énergétique.

### La norme NF C 15-100-10
Cette norme concerne les installations électriques à basse tension dans les bâtiments d'habitation.

### La norme NF C 15-100-11
Cette norme concerne les installations des réseaux de communication dans les locaux d'habitation.

## Distribution
La NF C 15-100 série est commercialisée par la boutique AFNOR.
Elle est aussi accessible en ligne en format pdf et en format html via le service COBAZ du groupe AFNOR.
Le classeur de la norme est identifiable par sa couleur bleu ciel (rouge auparavant).

## Évolution
La norme mère de la NF C 15-100 est la suite de la norme C11 apparue en 1911. Son titre s’est transformé dans le temps en NF C11, USE 11 et enfin NF C 15-100. La première édition de la NF C 15-100 apparaît en 1956. Elle évolue avec la généralisation de l’électricité dans l’habitation et dans le domaine industriel où la demande de puissance électrique et la protection des travailleurs nécessitent une normalisation. En 1969 elle est rendue obligatoire pour les logements d’habitation neufs ; la prise de terre est imposée.
En mai 1991 elle est sous forme d’un classeur de couleur rouge. Elle exige notamment le dispositif différentiel 30 mA sur les circuits prises de courant et la distribution du conducteur de protection sur les circuits d’éclairage. La mise en place des canalisations et des matériels électriques pour les salles d’eau et salles de bain doit respecter des règles selon des volumes définis. Des arrêtés d’application du décret du 14 novembre 1988.
Afin d'assurer la protection des travailleurs dans les établissements mettant en œuvre des courants électriques, certaines parties de la norme de 1991 sont rendues obligatoires pour les établissements industriels. Elle est amendée en :
- décembre 1994 : amendement A1 ;
- décembre 1995 : amendement A2.

En décembre 2002, une nouvelle version de la norme remplace celle de 1991 et ses amendements. Cette version est mise à jour en juin 2005, puis amendée en :
- août 2008 : amendement A1 ;
- novembre 2008 : amendement A2 ;
- février 2010 : amendement A3 ;
- mai 2013 : amendement A4 ;
- juin 2015 : amendement A5.

La parution de la norme NF C 15-100 révisée remplace la NF C 15-100 de 2002 modifiée en 2005 et ses cinq amendements A1 à A5, ainsi que les fiches d’interprétation F11 de mars 2009, F15 de juillet 2010, F17 de novembre 2010, F21 de décembre 2011, F22 de décembre 2011, F23 de janvier 2012, F26 d’août 2013 et F27 de décembre 2013.
Cependant, la NF C 15-100 dans sa version de 2002 reste applicable du 21 août 2024 au 31 août 2025 dans les réglementations qui prennent la NF C 15-100 en référence. À partir du 1er septembre 2025, seule la version 2024 de la NF C 15-100 s’applique.

## Consultation
Depuis 2009, les normes d'application obligatoire doivent être consultables gratuitement,,.
Cependant, « à la demande de l'ISO (Organisation internationale de normalisation), du CEN (Comité européen de normalisation) et du CENELEC (Comité européen de normalisation en électronique et en électrotechnique), respectivement titulaires des droits de propriété intellectuelle sur les normes internationales et européennes, (ISO, NF ISO, NF EN ISO, et NF EN), la consultation gratuite de ces dernières est suspendue. »